# Miner becut becdret
El miner becut becdret. (Ochetorhynchus ruficaudus) és una espècie d'ocell de la família Furnariidae. Se li troba a l'Argentina, Bolívia, Xile, i el Perú. El seu hàbitat natural és la zona de matoll subtropical o tropical de gran altitud.